# 西洛德
西洛德（Sillod），是印度马哈拉施特拉邦Aurangabad县的一个城镇。总人口43859（2001年）。

## 人口
该地2001年总人口43859人，其中男性22870人，女性20989人；0—6岁人口7369人，其中男3888人，女3481人；识字率64.79%，其中男性为73.01%，女性为55.83%。